# Nanga Parbat
Nanga Parbat (hindi नंगा परबत, urdu ‏ننگا پربت‎ [nəŋɡa: pərbət̪]) – ośmiotysięcznik, dziewiąty co do wysokości szczyt świata (8126 m n.p.m.). Nazwa góry jest mianem kaszmirskim, wywodzi się z sanskrytu i znaczy „Naga Góra”.

## Budowa masywu
Nanga Parbat położona jest na zachodnim skraju Himalajów, na obszarze Kaszmiru w północno-wschodnim Pakistanie. 50 km na północ od szczytu znajduje się trójstyk trzech wielkich łańcuchów górskich Azji – Himalajów, Karakorum i Hindukuszu. Nanga to olbrzymi masyw górski, zbudowany z prekambryjskich skał metamorficznych i krystalicznych. Od północy i zachodu otacza tę górę rzeka Indus; w kierunku północno-zachodnim szczyt oddalony jest od niej zaledwie o 25 km i wznosi się nad nią ponad 7000 m, przez co jest to największe względne wzniesienie na świecie na tak krótkim odcinku.
Potężny, niezwykle skomplikowany masyw Nanga Parbat postrzegany jest jako olbrzymia, biegnąca łukiem grań – Grań Mazeno, o długości prawie 26 km, liczonej od Szczytu Chongra (6889 m n.p.m.) na północnym wschodzie do Przełęczy Mazeno (5377 m n.p.m.) na południowym zachodzie. Najwyższą częścią góry jest śnieżno-lodowo-skalny trapezoid z wierzchołkiem głównym o wysokości 8126 m n.p.m. i drugim pod względem wysokości wierzchołkiem od strony północnej Północnym Ramieniem (8070 m n.p.m.). Na północnym zachodzie od Północnego Ramienia leży Przełęcz Bashin (7812 m n.p.m.).
Z głównego wierzchołka odchodzą trzy granie. Pierwsza, w kierunku północnym, wiedzie przez Północne Ramię do przedwierzchołka (7910 m n.p.m.) i dalej na wschód do szczytu Rakhiot (7070 m n.p.m.); druga (Grań Mazeno) opada na długości 13 km w kierunku południowo-zachodnim od Szczerby Mazeno (6700 m n.p.m.) do Przełęczy Mazeno; trzecia, najmniejsza północno-wschodnia grań, wiedzie w kierunku Lodowca Bazhin. Granie te wyznaczają trzy główne ściany: flankę Rupal po stronie południowej (wysokość 4500 m), północno-zachodnią flankę Diamir (3500 m) oraz północno-wschodnią flankę Rakhiot (słynna droga pierwszego wejścia). Flanka Rupal jest obok południowo-zachodniej ściany Baraha Shikhar (7647 m) w masywie Annapurny najwyższą ścianą (urwiskiem o nachyleniu pow. 45 stopni) na świecie. Baza główna po stronie północnej znajduje się około 3626 m n.p.m. Jest to najniżej położona baza główna ze wszystkich baz pod szczytami ośmiotysięcznymi. Można się do niej dostać z miejscowości Gilgit lub Chilas przez słynną Fairy Meadows (Czarodziejska Łąka, 3270–3320 m n.p.m.) i osadę Beyal (3550 m n.p.m.).

## Historia podboju
Historia podboju to przede wszystkim zmagania niemieckich alpinistów. Należy do szczytów wyjątkowo trudno dostępnych i niebezpiecznych, próby jego zdobycia w latach 1895–1950 pochłonęły 31 ofiar.
- 1835 – pierwszy rekonesans w okolicach Nanga Parbat, który przeprowadził brytyjski badacz Godfrey Thomas Vigne,
- 1856 – Adolf Schlagintweit przesyła do Europy pierwszy znany raport o Nanga Parbat, Schlagintweit dotarł do podnóża góry od zachodniej strony; kiedy zapytał tubylców o nazwę wielkiej góry, odpowiedzieli „Diámar” (Król Gór) i „Nánga Parbat” (Naga Góra),
- 1895 – pierwsza próba wejścia na szczyt podjęta przez Brytyjczyka Alberta F. Mummery’ego i Raghobira Thapa, tragarza z plemienia Gurkha; udało im się osiągnąć wysokość około 6100 m n.p.m. na flance Diamir; ich przypuszczalną drogę nazwano „Żebrem Mummery’ego”. Mummery zginął wraz z dwoma tragarzami, próbując przejść przełęcz w drodze na Lodowiec Rakhiot[2],
- 1932 – pierwsza niemiecka wyprawa poprowadzona przez Williego Merkla północną flanką Rakhiot, osiągnięto szczyt Rakhiot 7070 m n.p.m. na północny wschód od głównego wierzchołka[3],
- 1934 – kolejna wyprawa Williego Merkla, w której udział wzięło 5 alpinistów i 11 Szerpów, podczas której Austriacy Peter Aschenbrenner i Erwin Schneider osiągnęli wysokość około 7850 m n.p.m. na północnej flance Rakhiot; w czasie dramatycznego zejścia zginęli Merkl, Willo Welzenbach, Uli Wieland i sześciu Szerpów[4]; Schneider, z zawodu kartograf i inni przygotowali pomiary do map, których przez wiele lat używali wspinacze.
- 1937 – Karl Wienl (kierownik wyprawy), 9 innych wspinaczy oraz 6 Szerpów ginie w lawinie w okolicach obozu IV tuż pod szczytem Rakhiot[5],
- 1938 – kolejna wyprawa niemiecka pod kierownictwem Paula Bauera[6],
- 1950 – wyprawa brytyjska – William Crace, Robert Marsh, John Thornley oraz Tenzing Norgay i trzech innych Szerpów. Celem nie było zdobycie szczytu, lecz badania temperatury, warunków śniegowych i lawinowych. W pierwszej połowie listopada założono w ścianie Rakhiot obóz I. 1 grudnia rozpętała się burza śnieżna. Thornley i Crace znajdowali się wówczas w namiocie na wysokości 5500 m i zaginęli. Ich ciał do dziś nie odnaleziono. Byli 30 i 31 ofiarą Nanga Parbat.

### Zdobywcy

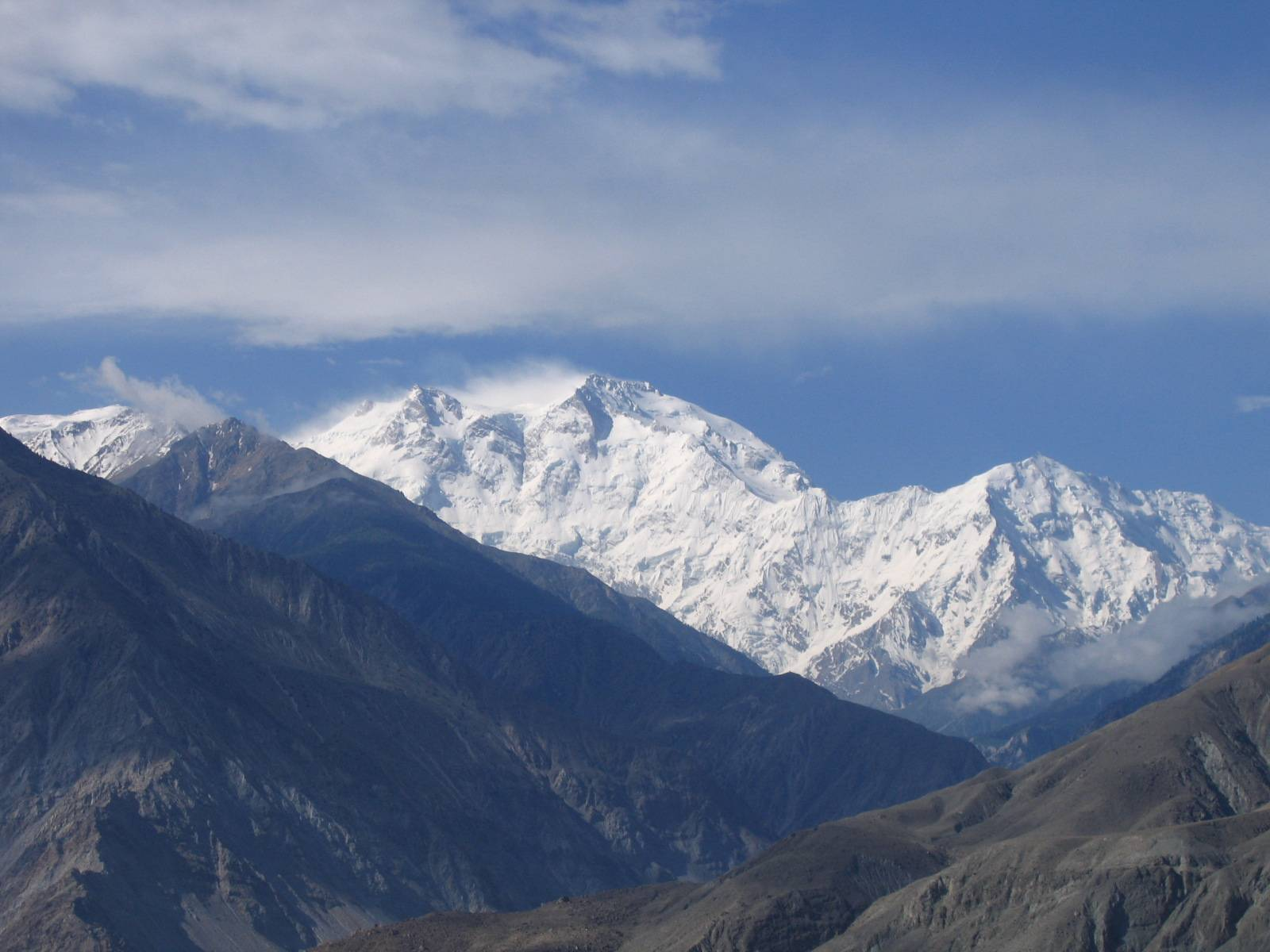
Nanga Parbat lipiec 2006

- 1953 – wyprawa niemiecko-austriacka północną ścianą Rakhiot – szefem organizacyjnym był Karl-Maria Herrligkoffer (przyrodni brat Williego Merkla), natomiast szefem wspinaczy Peter Aschenbrenner, pozostali członkowie wyprawy to Fritz Aumann, Albert Bitterling, Hermann Buhl, Hans Ertl, Walter Frauenberger, Otto Kempter, Hermann Kollersperger, Kuno Reiner. 3 lipca 1953 po ogromnych zmaganiach Hermann Buhl jako pierwszy człowiek staje na szczycie góry; zdobył go ostatnie 1300 metrów przechodząc samotnie, bez wspomagania tlenem z butli, jednak będąc pod wpływem środków dopingujących: pervitin (oparty na metamfetaminie stymulant używany przez niemieckich żołnierzy podczas II wojny światowej), padutin i herbaty z liści koki[7]
- 1962 – Niemcy Toni Kinshofer, Siegfried Löw i Anderl Mannhardt zdobywają szczyt drogą po lewej stronie od zachodniej flanki Diamir, Löw zginął podczas zejścia
- 1970 – pierwsze trawersowanie góry dokonane przez braci Reinholda i Güntera Messnerów; zdobyli szczyt flanką Rupal, a schodzili flanką Diamir „Żebrem Mummeriego”; Günter zaginął podczas zejścia
- 1976 – Austriacy Hanns Schell, Robert Schauer, Siegfried Gimpel i Hilmar Sturm zdobyli wierzchołek drogą na lewo od flanki Rupal
- 1978 – 4 lipca uczestnicy wyprawy czechosłowackiej (Andrej Belica, Jozef Just, Juraj Zaťko i Marián Zaťko) zdobyli jako pierwsi północny szczyt Nanga Parbat (7816 m n.p.m.) drogą przez ścianę Diamir[8].
- 1978 – 9 sierpnia Reinhold Messner dokonał pierwszego samotnego wejścia nową drogą na flance Diamir; wracając wytyczył kolejną nową drogę.

Polskie wejścia:
- 13 lipca 1985 – Zygmunt Andrzej Heinrich, Jerzy Kukuczka, Sławomir Łobodziński i Meksykanin Carlos Carsolio nową drogą południowo-wschodnim filarem flanki Rupal; podczas tej wyprawy zginął w lawinie Piotr Kalmus[9],
- 15 lipca 1985 – Anna Czerwińska, Krystyna Palmowska, Wanda Rutkiewicz (pierwszy zespół kobiecy na szczycie) oraz Dobrosława Miodowicz-Wolf, która doszła prawie na 8000 m n.p.m.[9],
- 1992 – Józef Goździk, Piotr Pustelnik,
- 1993 – Ryszard Pawłowski, Bogdan Stefko, Mirosław Konewka,
- 1996 – Krzysztof Wielicki,
- 2007 – Piotr Morawski, Kinga Baranowska,
- 23 czerwca 2010 – Artur Hajzer, Robert Szymczak[10],
- 2 lipca 2010 – Marcin Kaczkan[11],
- 25 stycznia 2018 – Tomasz Mackiewicz[12], zginął podczas zejścia najprawdopodobniej 30 stycznia 2018 roku.
- 1 lipca 2022 - Dorota Rasińska-Samoćko[13]
- 2 lipca 2023 - Piotr Krzyżowski, Paweł Kopeć, Waldemar Kowalewski (Paweł Kopeć zmarł 3 lipca podczas zejścia ze szczytu)
- 3 lipca 2025 - Dorota Rasińska-Samocko, weszła po raz drugi, jako pierwszy Polak i nieliczny himalaista bez teamu sponsorskiego i komercyjnego[14][15]

Na Nanga Parbat zanotowano do 2018 roku ponad 200 wypraw, podczas zdobywania szczytu zginęło ponad 60 wspinaczy. Góra została zdobyta zimą w roku 2016. Wcześniej próbowały tego 34 wyprawy, w tym 15 polskich.

### Zimowe wyprawy
- 1992/1993 – francuska wyprawa: Eric Monier i Monique Loscos drogą Schella na południowo-wschodniej ścianie Rupal. Dotarli do BC 20 grudnia. 9 stycznia Eric osiągnął 6500 m. 13 stycznia wyprawa została zakończona.
- 1996/1997 – brytyjska wyprawa pod kierownictwem Victora Saundersa drogą Kinshofera na ścianie Diamir. Wyprawa odbywała się od listopada i zakończyła przed nadejściem kalendarzowej zimy. Victor Saunders, Duńczyk Rafael Jensen i Pakistańczyk Ghulam Hassan dotarli nieco poniżej 6000 m
- 1997 – do wysokości 7875 metrów dotarł Zbigniew Trzmiel
- 2004/2005 – wyprawa austriacka braci Goschl – Wolfganga i Gerfrieda. Drogą Kinshofera na ścianie Diamir osiągają wysokość 6500 m
- 2007/2008 – Włoch Simone La Terra samotnie zaczął wspinaczkę już na początku grudnia, a zakończył 21 grudnia (nie była to więc całkowicie zimowa próba). Dotarł do wysokości 6000 m
- 2010/2011 – Siergiej Nikołajewicz Cygankow w samotnej wyprawie drogą Kinshofera na ścianie Diamir dotarł na 6000 m. Z powodu obrzęku płuc zakończył wyprawę.
- 2011/2012 – Denis Urubko i Simone Moro najpierw ścianą Diamir na drodze Kinshofera, a następnie drogą Messnera z roku 2000 osiągnęli wysokość 6800 m
- 2012/2013 – trzy wyprawy:
  - węgiersko-amerykańska: David Klein, Zoltan Acs i Ian Overton. Zoltan doznał odmrożeń już podczas dojścia do bazy i nie brał udziału w dalszej wspinaczce. David i Ian osiągnęli na ścianie Diamir wysokość około 5400 m
  - Włoch Daniele Nardi i Francuzka Elisabeth Revol – Żebrem Mummery’ego na ścianie Diamir dotarli do wysokości 6450 m.
  - samotnie Francuz Joel Wischnewski na flance Rupal. Zaginął w lutym, ciało odnaleziono we wrześniu na wysokości około 6100 m.
- 2013/2014 – trzy wyprawy:
  - Włoch Simone Moro, Niemiec David Göttler i Włoch Emilio Previtali – drogą Schella na ścianie Rupal. Wyprawa współdziałała z wyprawą polską. David Göttler w dniu 28 lutego założył obóz 4 na około 7000 m, 1 marca wraz z Tomaszem Mackiewiczem dotarł do wysokości około 7200 m. Tego samego dnia David i Simone zdecydowali o zakończeniu wyprawy.
  - Niemiec Ralf Dujmovits ścianą Diamir, drogą Reinholda Messnera z 1978 roku (jako filmowiec tej wyprawy Polak Dariusz Załuski – nie miał w planie ataku szczytowego). 30 grudnia obaj doszli na 5500 m. 2 stycznia z powodu zagrożenia serakami Dujmovits podjął decyzję o zakończeniu wyprawy.
  - Włoch Daniele Nardi. Solowa wyprawa od strony Diamir niezdobytym Żebrem Mummery’ego. Włoch założył obóz I na 4900 m i dotarł do wysokości około 5450 m. 1 marca zdecydował o zakończeniu wyprawy.
- 2014/2015 cztery wyprawy
  - Włoska wyprawa Daniele Nardi planującego solowy atak szczytowy Żebrem Mummery’ego na ścianie Diamir, któremu towarzyszą Roberto Delle Monache (fotograf) i Federico Santinii (filmowiec). Nardi dociera do wysokości 6100 m, a 7 lutego postanawia dołączyć do wyprawy Irańskiej na drodze Kinshofera. 17 lutego Roberto Delle Monache, który wcześniej doznał kontuzji pleców oraz Federico Santinii kończą swój udział w wyprawie i opuszczają bazę.
  - 4-osobowa wyprawa rosyjska – Nikołaj Totmjanin, Siergiej Kondraszkin, Walerij Szamało, Wiktor Kowal – drogą Schella na ścianie Rupal. Wyprawa zakłada obóz 4 na wysokości 7150 m. Po kilku nocach w obozie 4 i zejściu do bazy w huraganowym wietrze, 6 lutego postanawiają zakończyć wyprawę.
  - 3-osobowa wyprawa irańska „Nanga Parbat Iranian Winter Expedition 2015” – Reza Bahadorani, Iraj Maani i Mahmoud Hashemi. Po intensywnych opadach śniegu zdecydowali zakończyć wyprawę i opuścili bazę 1 marca.
  - 3-osobowa wyprawa pod kierownictwem Alexa Txikona, w której udział biorą Pakistańczycy Muhammad Ali Sadpara i Muhammad Khan. Na ścianie Diamir. Na początku lutego wyprawa postanawia dołączyć do wyprawy Irańskiej na drodze Kinshofera. 8 marca w składzie Alex Txikon, Daniele Nardi, Muhammad Ali Sadpara i Muhammad Khan wyszli z bazy do ataku szczytowego. 12 marca decyzję o powrocie do bazy podjął Muhammad Khan. 13 marca pozostała trójka podjęła próbę ataku szczytowego jednak ze względu na zabłądzenie zawrócili z wysokości około 7650-7750. Ze względu na chorobę wysokościową Muhammada Ali Sadpary zespół postanowił jak najszybciej schodzić do bazy.
- 2015/2016 dwie wyprawy
  - Simone Moro i Tamara Lunger – północno-zachodnią ścianą Diamir, niedokończoną drogą wyprawy Reinholda i Huberta Messnerów, Hanspetera Eisendlego i Wolfganga Tomasetha z 2000 roku.
  - Nanga Parbat Winter Expedition 2015/2016, w której udział biorą Alex Txikon, Daniele Nardi, Muhammad Ali Sadpara. Drogą Kinshofera od strony Diamir. 11 stycznia wyprawa połączyła się z polską wyprawą Nanga Stegu Revolution. 26 lutego 2016 Włoch Simone Moro, Pakistańczyk Muhammad Ali, oraz hiszpański Bask Alex Txikon dokonali pierwszego zimowego wejścia na Nanga Parbat[17].
- 2018/2019 – Daniele Nardi, Tom Ballard, Karim Hayat, Rahmat Ullah Baig, Żebrem Mummery’ego na ścianie Diamir. Karim Hayat i Rahmat Ullah Baig zrezygnowali 28 stycznia. Daniele Nardi i Tom Ballard zaginęli pod koniec lutego (w ostatnim kontakcie 24 lutego informowali iż dotarli do wysokości 6300 m). 7 marca na wysokości 5900 m n.p.m. podczas obserwacji dronem zauważono 2 obiekty, 9 marca potwierdzono iż są to ciała Daniele i Toma[18].

### Polskie zimowe wyprawy
- 1988/1989 – 12-osobowa wyprawa Klubu Wysokogórskiego Zakopane pod kierownictwem Macieja Berbeki. Na początku ścianą Rupal (południowo-wschodnie ramię), następnie ścianą Diamir (Żebrem Mummery’ego, drogą zejściową Reinholda i Günthera Messnerów z roku 1970). 9 lutego Maciej Berbeka, Piotr Konopka i Andrzej Osika dotarli tą drogą do wysokości około 6800 m
- 1990/1991 – polsko-angielska wyprawa pod kierownictwem Macieja Berbeki na drodze Messnera dotarła do wysokości 6600 m, a następnie Andrzej Osika i John Tinker drogą Schella na ścianie Rupal dotarli także na wysokość 6600 m
- 1991/1992 – wyprawa Klubu Wysokogórskiego Zakopane pod kierownictwem Macieja Berbeki od strony doliny Rupal. W lekkim, śmiałym ataku w stylu alpejskim na drodze Schella osiągnięto wysokość 7000 m
- 1996/1997 – wyprawa kierowana przez Andrzeja Zawadę od strony doliny Diamir, drogą Kinshofera. 11 lutego 1997 podczas ataku szczytowego Krzysztof Pankiewicz dotarł do wysokości około 7700 m, a Zbigniew Trzmiel osiągnął wysokość około 7850 m. Atak został przerwany z powodu odmrożeń, jakich obydwaj się nabawili. Po zejściu do bazy zostali ewakuowani helikopterem do szpitala.
- 1997/1998 – wyprawa kierowana przez Andrzeja Zawadę od strony doliny Diamir, drogą Kinshofera. Osiągnięto wysokość 6800 m. Wyprawa natrafiła na niespotykanie obfite opady śniegu. Spadający kamień złamał nogę Ryszardowi Pawłowskiemu
- 2006/2007 – wyprawa HiMountain od strony Rupal drogą Schella. Wyprawą kierował Krzysztof Wielicki, a udział brali m.in. Jan Szulc, Artur Hajzer, Dariusz Załuski, Jacek Jawień, Jacek Berbeka, Przemysław Łoziński i Robert Szymczak. Osiągnięto wysokość 7000 m. Wyprawę zakończono 17 stycznia.
- 2008/2009 – dwuosobowa wyprawa od strony Diamir. Jacek Teler (kierownik) i Jarosław Żurawski. Głęboki śnieg nie pozwolił dotrzeć z bagażami do podstawy ściany, wymuszając postawienie bazy pięć kilometrów wcześniej. Założono obóz I na wysokości 5400 m
- 2010/2011 – Tomasz Mackiewicz, Marek Klonowski – wyprawa „Nanga Dream – Justice for All” drogą Kinshofera od strony Diamir. Obydwaj osiągnęli wysokość 5100 m.
- 2011/2012 – Tomasz Mackiewicz, Marek Klonowski, „Krzaq” – wyprawa „Nanga Dream – Justice for All” drogą Kinshofera od strony Diamir. Osiągnięto wysokość 5500 m.
- 2012/2013 – Tomasz Mackiewicz, Marek Klonowski – wyprawa „Nanga Dream – Justice for All” drogą Schella na południowo-wschodniej ścianie Rupal. Marek Klonowski doszedł na wysokość 6600 m. 7 lutego 2013 Tomasz Mackiewicz w samotnym ataku osiągnął wysokość ok. 7400 m
- 2013/2014 – Tomasz Mackiewicz, Marek Klonowski, Jacek Teler, Paweł Dunaj, Michał Obrycki, Michał Dzikowski (Klonowski i Dzikowski opuścili wyprawę po około 3 tygodniach) – wyprawa „Nanga Dream – Justice for All” drogą Schella na południowo-wschodniej ścianie Rupal. Wyprawa współdziałała z wyprawą włosko-niemiecką. 1 marca Tomasz Mackiewicz wraz z Davidem Göttlerem dotarł do wysokości około 7200 m. 8 marca na wysokości około 5000 m na Pawła Dunaja i Michała Obryckiego spadła lawina. Obaj zostali poturbowani i doznali złamań. Akcja ratunkowa zakończyła się powodzeniem.
- 2014/2015 – Tomasz Mackiewicz i Francuzka Élisabeth Revol – Nanga Parbat Winter Expedition 2014/2015. Północno-zachodnią ścianą Diamir, niedokończoną drogą wyprawy Reinholda i Huberta Messnerów, Hanspetera Eisendlego i Wolfganga Tomasetha z 2000 roku. Atak szczytowy ma miejsce 17 stycznia z obozu IV na wysokości 7200 m. Obydwoje docierają na wysokość około 7800 m n.p.m., gdzie droga łączy się z drogą Hermanna Buhla z roku 1953. Podczas schodzenia do bazy, Mackiewicz na wysokości około 6500 m n.p.m. wpadł w szczelinę i doznał obrażeń żeber i nogi, które zmusiły go do zakończenia wyprawy. Po powrocie do Polski z powodu odmrożeń amputowano mu jeden palec u nogi.
- 2015/2016 – trzy wyprawy z udziałem Polaków
  - wyprawa Nanga Light 2015/16 – Tomasz Mackiewicz, Francuzka Élisabeth Revol i Pakistańczyk Arsalan Ahmed Ansari. Północno-zachodnią ścianą Diamir, styl alpejski, trasą z zimy 2014/15.
  - wyprawa Nanga Stegu Revolution 2015/16 – Adam Bielecki i Jacek Czech. Drogą Kinshofera na północno-zachodniej ścianie Diamir. 11 stycznia wyprawa połączyła się z wyprawą Nanga Parbat Winter Expedition 2015/2016 pod kierownictwem Alexa Txikona.
  - wyprawa „Nanga Dream – Justice for All” – pod kierownictwem Marka Klonowskiego, w której udział brali Paweł Dunaj, Paweł Witkowski, Tomasz Dziobkowski, Michał Dzikowski, od 1 stycznia Paweł Kudła, od 11 stycznia Piotr Tomza (do 27 grudnia udział w akcji brali także Karim Hayat i Safdar Karim). Drogą Schella na południowo-wschodniej ścianie Rupal, a od obozu III do grani Mazeno drogą Kukuczki z 1977, a dalej nową drogą.
- 2017/2018 – Tomasz Mackiewicz i Francuzka Élisabeth Revol. Północno-zachodnią ścianą Diamir, trasą wyprawy Reinholda i Huberta Messnerów, Hanspetera Eisendlego i Wolfganga Tomaseta, a następnie własnym wariantem do miejsca pod kopułą szczytową, gdzie postawili obóz czwarty na drodze Kinshofera.

## Atak terrorystyczny na bazę pod Nanga Parbat
W nocy z 22 na 23 czerwca 2013 roku grupa uzbrojonych terrorystów, przebranych w wojskowe mundury zabiła 11 osób. W bazie na wysokości 4200 m n.p.m. zginęło trzech Ukraińców, dwóch Słowaków, dwóch Chińczyków, Amerykanin, Litwin, Pakistańczyk i Nepalczyk. Następnego dnia, paramilitarna formacja Jundallah ogłosiła, że jest odpowiedzialna za zamach, a kilka godzin później podobne oświadczenie wydała centrala pakistańskich talibów Tehrik-i-Taliban Pakistan. W czasie ataku, w obozie II na wysokości ok. 6000 m n.p.m. przebywała międzynarodowa wyprawa International Nanga Parbat Expedition 2013 pod kierownictwem Aleksandry Dzik. W ekipie było siedmiu Polaków. Kiedy znaleźli się w bezpiecznym miejscu, przesłali do Polski relację o tym, co ich zdaniem wydarzyło się tego dnia pod Nanga Parbat.
5 sierpnia 2013 w dystrykcie Diamar, w prowincji Gilgit Baltistan pakistańscy talibowie zabili trzech policjantów prowadzących śledztwo w sprawie czerwcowego ataku. 5 września 2013 policja w Diamar poinformowała o zatrzymaniu domniemanego przywódcy czerwcowego ataku oraz jego wspólnika, podejrzewanego o udział w zabójstwie trzech policjantów.